# Widenmayerstraße
Die Widenmayerstraße ist eine Innerortsstraße im Münchner Stadtteil Lehel. Sie ist als denkmalgeschütztes Ensemble in die Bayerische Denkmalliste eingetragen.

## Lage
Die Straße liegt am Ostrand des Lehel. Sie verläuft entlang der Isar von der Maximiliansbrücke bis zur Max-Joseph-Brücke. Östlich der Widenmayerstraße liegt die Isarpromenade mit den Isarkais.

## Geschichte

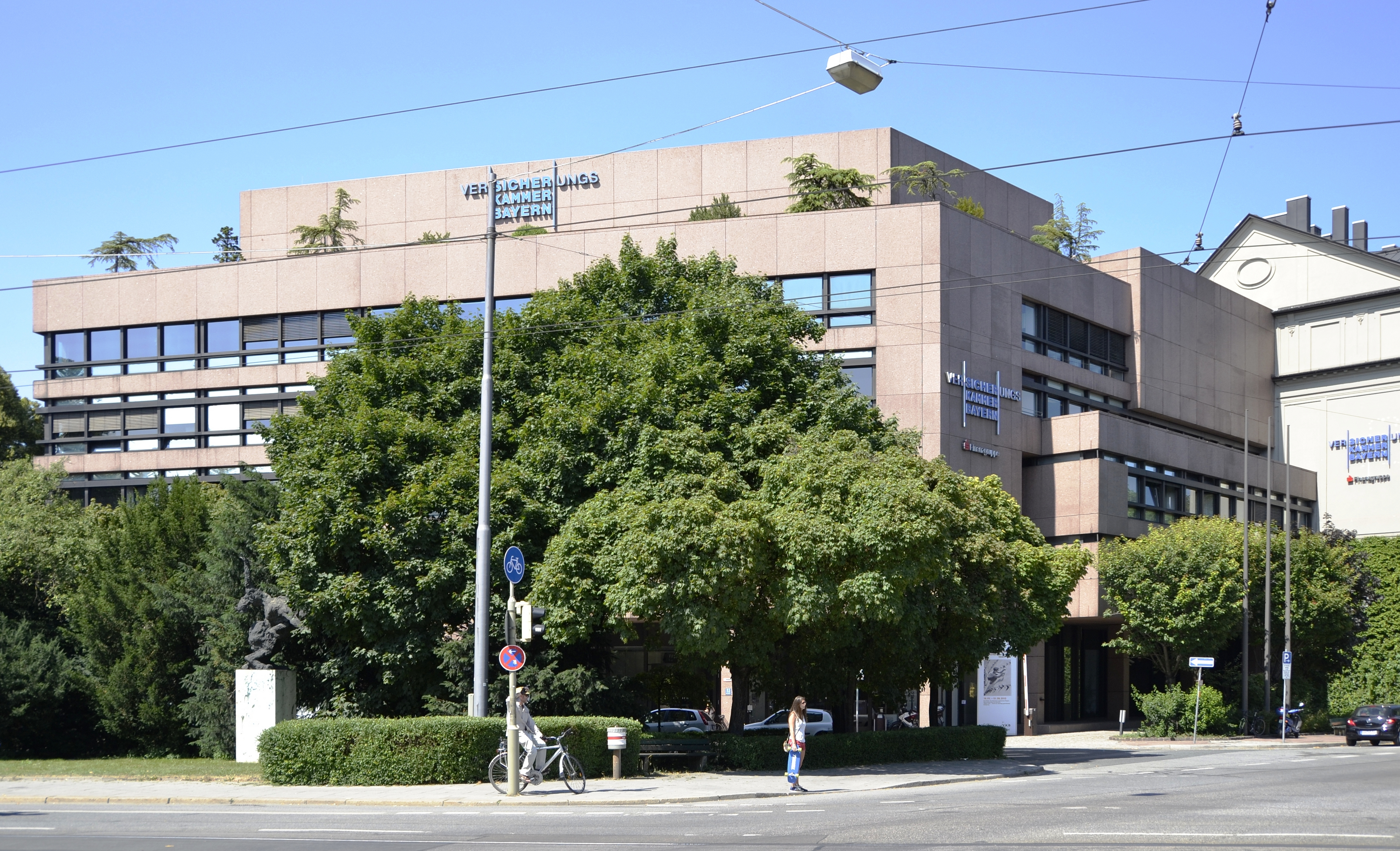
Moderne Eckbebauung zur Maximilianstraße

Vor 1890 standen nur zwei Gebäude an Straße, die damals noch Äußere Isarstraße genannt wurde. Das waren die Nr. 11, ein 1877 errichtetes dreigeschossiges Traufseithaus, und die Nr. 15, die 1888 errichtete Villa Hanfstaengl. Beide Gebäude wurden im Zweiten Weltkrieg zerstört.
Ungefähr gleichzeitig mit der Befestigung des Isarufers mit Kaimauern erfolgte ab 1893/94 die weitere Bebauung der Straße, die 1896 nach dem 1893 verstorbenen Münchner Bürgermeister Johannes von Widenmayer benannt wurde. Die parallel dazu entlang des Hofhammerschmiedbachs verlaufende Innere Isarstraße wurde aufgegeben und den Baugrundstücken zugeschlagen, der Bach selber wurde überwölbt und teilweise auch überbaut.
Die Bebauung erfolgte vorwiegend von Süden nach Norden, zunächst im Stil des späten Historismus, dann barockisierend und klassizisierend. Bis 1899 waren die beiden südlichsten Baublöcke bis zur Robert-Koch-Straße fertiggestellt. 1900 wurde das nördlichste Haus (Nr. 52) an der Ecke zur Tivolistraße errichtet, das erst 12 Jahre später einen südlichen Nachbarn bekam.
Als einziges Haus zwischen Widenmayerstraße und Isar entstand 1904 die Turnhalle des Turn- und Sportvereins Jahn München. Sie blieb nach dem Zweiten Weltkrieg zunächst als Ruine stehen und wurde erst 1962/63 für die geplante Verbreiterung der Straße abgerissen.
Außer den Häusern Nr. 10 (1902) und 12 (1905/06) wurde die Bebauung erst ab 1909 weiter fortgesetzt. 1911–12 wurde die einheitliche Baugruppe Nr. 46–51 von der Fluchtlinie der anderen Gebäude zurückgesetzt und gegenüber dieser abgeknickt errichtet. Die meisten Bauten waren zu Beginn des Ersten Weltkriegs errichtet, die letzte Baulücke (Nr. 17) wurde jedoch erst 1986 geschlossen.
Die durch den Zweiten Weltkrieg verursachten Schäden waren sehr unterschiedlich: Manche Häuser wurden nur leicht beschädigt, andere konnten wieder instand gesetzt werden, wieder andere mussten ganz abgerissen werden. Die dort errichteten Neubauten sind zumindest in der Höhe an die Umgebung angepasst. Nicht wiederhergestellt, sondern durch einen modernen Neubau der Versicherungskammer Bayern ersetzt wurde das Eckhaus zur Maximilianstraße.
Die Werkstatt im Hof des Gebäudes Widenmayerstraße 2 war der Drehort für die Schreinerwerkstatt des Meister Eder für die Fernsehserie Meister Eder und sein Pumuckl.

## Beschreibung
Die Widenmayerstraße ist nur auf ihrer Westseite bebaut. Die Gebäude sind fortlaufend durchnummeriert, so dass auf dieser Seite sowohl gerade als auch ungerade Hausnummern liegen. Die Bebauung ist in der Regel vier- bis fünfgeschossig.
Die Isarpromenade östlich der Straße ist wie eine Allee von zwei Baumreihen gesäumt. Zwischen der Isarpromenade und der Straße verläuft ein Fahrradweg, beidseitig der zweispurigen Straße gibt es Parkstreifen.

## Hervorgehobene Bauwerke
Besonders hervorgehoben sind einige Eckbauten, z. B. durch einen Rundpavillon oder einen Turmaufsatz an der Straßenecke.
Viele Gebäude in der Widenmayerstraße stehen auch als Einzelbaudenkmäler unter Denkmalschutz. Im Einzelnen sind das die Gebäude mit den Hausnummern 1, 2, 3, 4, 5, 6, 7, 8, 9, 10, 12 16, 18, 23, 25/25a, 27, 28, 29, 31, 32, 34, 36, 37, 38, 41, 42, 43, 44, 45, 46a, 46 Aufgang I, 47, 48, 49, 50, 51 und 52. Nr. 46–52 liegen an dem breiteren nördlichen Ende der Straße und bilden eine einheitliche Baugruppe, deren Rückseite am Eisbach liegt.
Mit dem Fassadenpreis der Landeshauptstadt München ausgezeichnet wurden die Gebäude mit den Hausnummern 3 (2007), 10 (2003), 16 (1999), 23 (2007) und 28. Eine lobende Erwähnung als Bauwerk in öffentlicher Trägerschaft erhielt das Gebäude mit der Hausnummer 9 (2005).

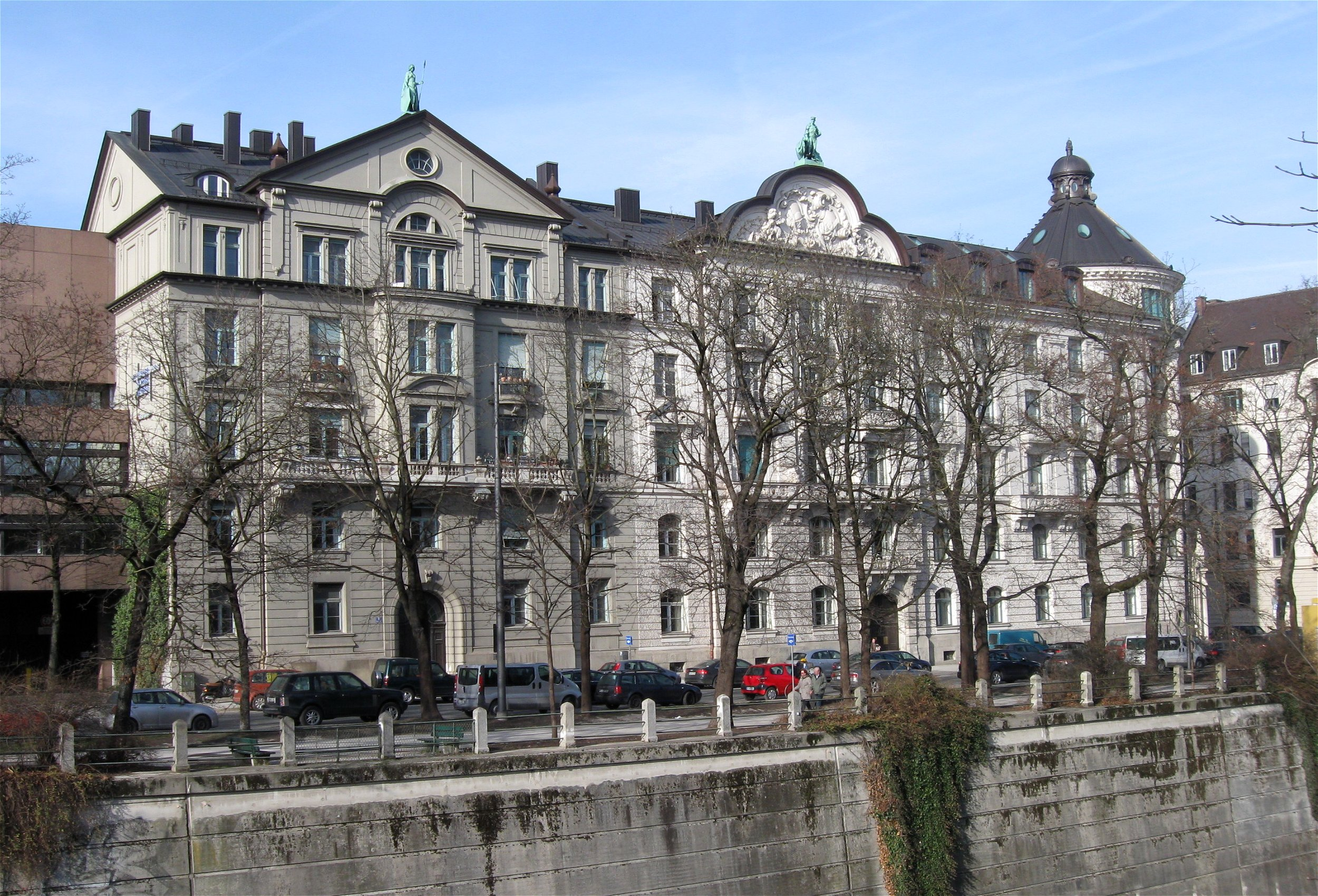
Denkmalgeschützte Häusergruppe am Anfang der Widenmayerstraße
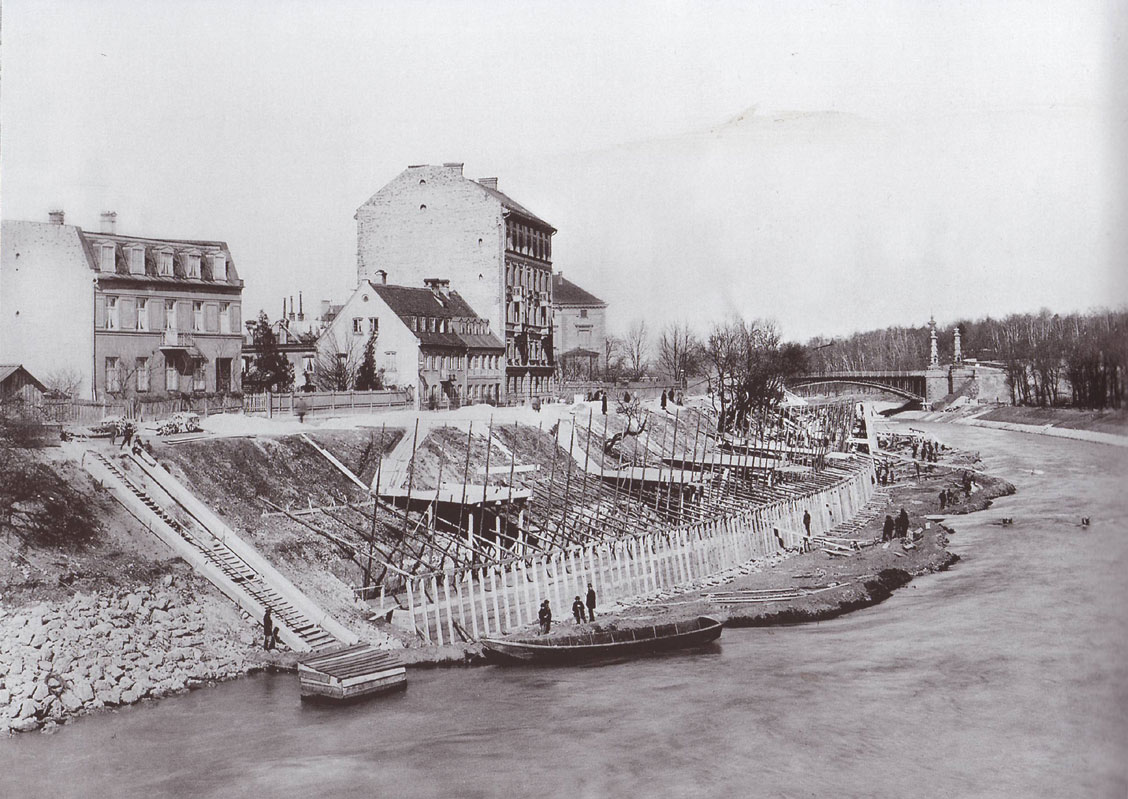
Bau der Uferbefestigung der Isar an der Widenmayerstraße um 1893
Turnhalle des Turn- und Sportvereins Jahn um 1911

## Verkehr
Die Widenmayerstraße ist Bestandteil der Isarparallele, die innerhalb des Mittleren Rings eine Querverbindung von Norden (Kennedybrücke) bis Süden (Brudermühlbrücke) bildet und von dort aus weiter nach Süden in den Stadtteil Thalkirchen verläuft, wo sie zur Bundesstraße 11 führt.
Über einen Großteil ihrer Länge ist die Widenmayerstraße eine Einbahnstraße von Süden nach Norden. Den Verkehr von Norden nach Süden nimmt der parallele Straßenzug Emil-Riedel-Straße, Oettingenstraße und Sternstraße auf. Nur der nördliche Teil, an dem auch die Unterführung unter der Tivolistraße hindurch beginnt, ist in beide Richtungen befahrbar.